# Stadice
Stadice jsou vesnice v údolí řeky Bíliny nedaleko Trmic. Ves je součástí obce Řehlovice v okrese Ústí nad Labem. Stadice jsou rozděleny na dvě části: Stadice a Nové Stadice.

## Název
Název vesnice je odvozen z obecného jména stádo ve významu zástup, hromada. V historických pramenech se jméno vsi objevuje ve tvarech: Stadici (okolo 1125) s variantami Ztadice, Zdadici, Zdadiczi a Stadice, Stadicz (1359), u Stadic (1445), z Stadic (1551), Stadicz (1646), „ve vsi Stadicích“ (1655) a Staditz (1720, 1787, 1833). Používal se také lidový tvar Štãts.

## Historie
První písemná zmínka o vesnici pochází z Kosmovy kroniky z doby okolo roku 1125. Druhá je z roku 1359, kdy Karel IV. osvobodil místní sedláky, které zápis nazývá "dědinníci", od placení některých dávek.
Na jaře 1445 si na poli u Stadic, kde údajně oral Přemysl Oráč, vystavěl sedlák Jakub chýši a prohlašoval, že je Bohem vyvolený selský král; zřídil si i radu čtyř starců a získal písaře, který vydával manifesty a listy; jeho vystoupení si v okolí získalo značnou pozornost a z mnoha míst do Stadic přicházeli poutníci; sám sedlák Jakub byl nakonec šlechtou zajat a uvržen do vězení.
Do poloviny 20. století v Stadicích převažovalo německé obyvatelstvo. Po druhé světové válce došlo masovému vysídlení většiny starousedlíků a prakticky kompletní výměně obyvatelstva.

## Obyvatelstvo
Při sčítání lidu v roce 1921 zde žilo 240 obyvatel (z toho 119 mužů), z nichž byli tři Čechoslováci, 236 Němců a jeden cizinec. Kromě jednoho evangelíka a jednoho člověka bez vyznání byli římskými katolíky. Podle sčítání lidu z roku 1930 měla vesnice 274 obyvatel: dvacet Čechoslováků, 253 Němců a jednoho cizince. Většina se jich hlásila k římskokatolické církvi, ale tři lidé příslušeli k evangelickým církvím a tři byli bez vyznání.
|           | 1869 | 1880 | 1890 | 1900 | 1910 | 1921 | 1930 | 1950 | 1961 | 1970 | 1980 | 1991 | 2001 | 2011 | 2016 |
| --------- | ---- | ---- | ---- | ---- | ---- | ---- | ---- | ---- | ---- | ---- | ---- | ---- | ---- | ---- | ---- |
| Obyvatelé | 236  | 215  | 210  | 232  | 260  | 240  | 274  | 215  | 267  | 261  | 230  | 141  | 171  | 267  | 290  |
| Domy      | 38   | 38   | 41   | 41   | 47   | 49   | 56   | 75   | 64   | 71   | 66   | 58   | 67   | 79   |      |

## Pověsti

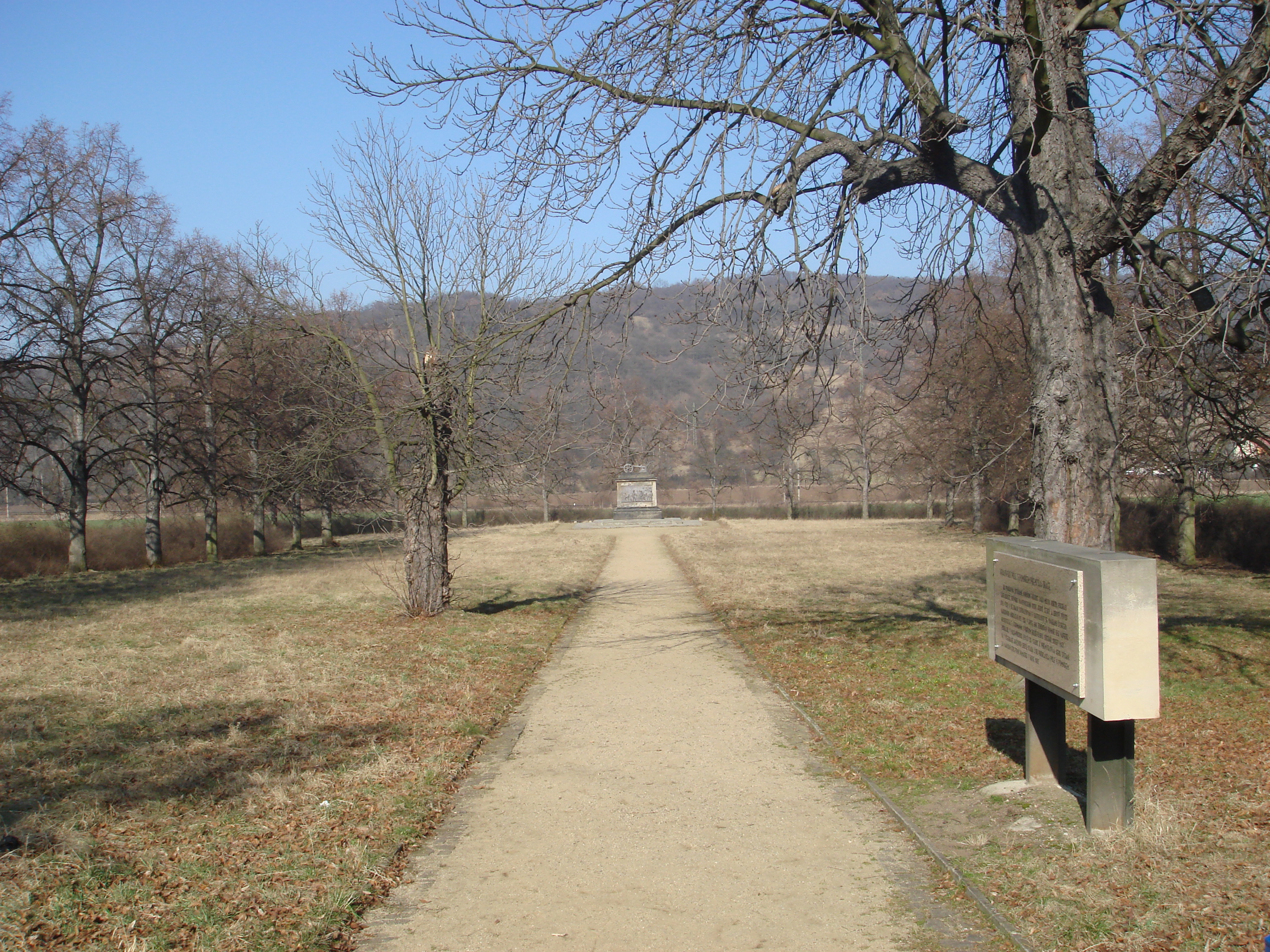
Královské pole s pomníkem Přemysla Oráče

Místo je známé především pověstí o Přemyslu Oráčovi. Podle legendy byl z pole nedaleko odtud povolán na český trůn kněžnou Libuší.
| „                     | Ten budoucí kníže váš oře se dvěma voly. Je-li vám libo, vezměte koně, řízu, plášť a přehozy a jděte tomu muži vzkaz vyřídit ode mne i lidu a přiveďte sobě knížete a mně manžela. Muž ten má jméno Přemysl. Jeho potomstvo bude vládnout této zemi na věky věkův | “ |
| — Staré pověsti české | |   |

Podle této pověsti Přemysl po příchodu poselstva přestal orat a lískovou otku vetkl do země a ona hned obrostla listím. Poté otočil pluh a na něm pohostil poselstvo chlebem a sýrem. Než se vydal na cestu do Prahy, odehnal voly, kteří vstoupili do nedaleké Volské hory. S sebou pak si vzal jen lýkové střevíce a mošnu, aby tyto i dalším generacím připomínaly původ Přemyslovského rodu. Tato pověst se dočkala četných uměleckých zpracování. Přemyslovští panovníci měli svého předka, který přišel od pluhu, ve velké úctě. Nově nastolovaný panovník si prý obouval Přemyslovy lýčené střevíce a přes rameno bral jeho mošnu. Blízko Stadic pověst připomíná pomník z roku 1841, který zde nechali postavit Nosticové architektem Friedrichem Staumannem. Desky s reliéfy jsou dílem sochaře Josefa Maxe. Pomník stojí na Královském poli, které je od roku 1962 národní kulturní památkou. Rozměry Královského pole byly ve středověku základem české polní míry.
Po matce Přemyslovec, po otci Lucemburk Karel IV. nechal na paměť pověsti tři usedlosti ve Stadicích osvobodit od roboty a uložil jim pečovat o bájnou lísku a její oříšky odevzdávat na Pražský hrad. Zvyk se udržel až do roku 1701, ale ještě roku 1723 při korunovaci krále Karla VI. byly na hodovním stole oříšky ze stadické lísky.

## Pamětihodnosti

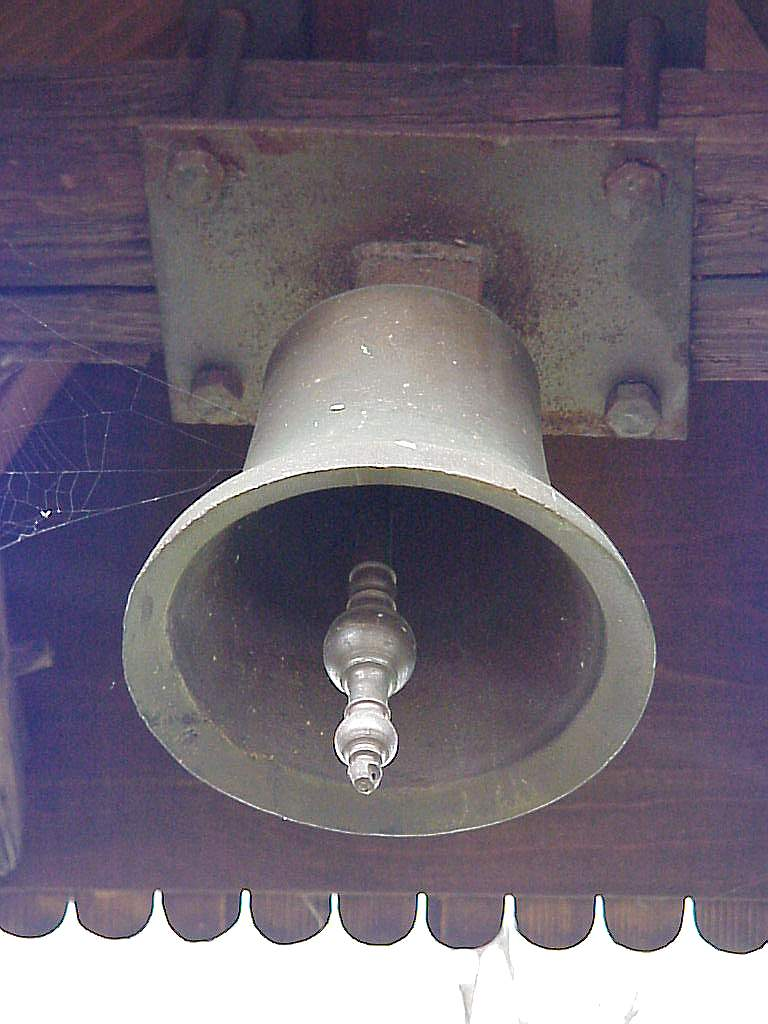
Malý zvon ve zvoničce na stadické návsi

- Zvonička tvořená rozsochatým kmenem se stříškou pochází z 19. století. Původně se nacházela v blízkých Hliňanech, v roce 1996 byla přenesena do Stadic. Její půdvodní zvon byl zrekvírován v roce 1942. Dnes se v ní nachází malý mosazný zvon s průměrem 22 cm. Zvon je zcela bez ozdob, s jedním uchem a zajímavě tvarovaným srdcem v podobě několika propojených kuliček různých průměrů.
- Barokní most přes řeku Bílinu (dříve Běla) byl postaven pravděpodobně na konci 18. století. Celková délka mostu činí 39,5 metrů, šířka 4,3 metru při šířce vozovky 3,7 metru. Délka přemostění činí 15 metrů. Jde o jeden ze dvou dochovaných mostů barokního původu přes řeku Bílinu. Druhý je v Brozánkách. Tyto mosty se tehdy nacházely na území panství velkostatku Trmice-Řehlovice. Přesné údaje o době výstavby nejsou známy.
- Socha Panny Marie s datem 1770 na soklu stojí na návsi. Naproti pomníku stojí hájovna z roku 1841 pro strážce pole (empír). Na konci návsi vlevo je dům s tabulkou, že tam dle pověsti stával statek, ze kterého pocházel Přemysl Oráč.
- Dalšími památkami jsou Přemyslův statek s pamětní deskou nebo Královský pramen, u něhož roste památný strom Lípa u Královského pramene. K pověsti patří i Přemyslova líska, jejíž oříšky byli stadičtí povinni odevzdávat na panovnický stůl.
- Na jihovýchodním úpatí vrchu Rovný bylo v údolí Bíliny roku 1987 nalezeno mladopaleolitické sídliště z období gravettienu. Prozkoumaná plocha s průměrem okolo deseti metrů se nachází asi 200 metrů od řeky. Kromě početných nálezů štípané industrie (asi 10 000 kusů – zejména rydla vyrobená ze silicitů z relativně blízkých morén) bylo odkryto ohniště, jamka s červeným barvivem a množství mamutích kostí. Nástroje byly uloženy do několika depotů umístěných do jamek v nedochovaných organických obalech.[11]
- Na katastru vsi jsou zadokumentovány tři pozůstatky pohřebišť z doby před a po roce 1000.
- Zaniklý stadický mlýn

## Doprava
Hlavní silniční komunikací procházejícím územím Stadice je silnice I/63, která zde přechází v dálnici D8. V této lokalitě by se na dálnici měl napojit její budovaný úsek z Lovosic do Řehlovic. Po silnici II/258 jsou Stadice obslouženy linkou 457 Dopravy Ústeckého kraje která jede z Ústí nad Labem přes Trmice, Stadice, (Hliňany, Habří) Řehlovice, (Brozánky) Habrovany, Radejčín, Dubice – nejpřímější spoje mají trasu z centra Ústí do Stadic dlouhou devět kilometrů. Prochází tudy železniční trať Ústí nad Labem – Bílina. Vlaky jezdí celý den v obou směrech ve dvouhodinovém taktu.
Stadicemi prochází turistická trasa a cyklostezka. Po červená turistické trase lze dojít od Přemyslova pole kolem bývalého Přemyslova statku a Královského pramene do Trmic (cca 6 km); po zelené trase pak od Přemyslova pole přes Suchou, Dubice a Mlynářův kříž (s krásnými výhledy do údolí Labe) do Dolních Zálezel. Ze zelené trasy je možno odbočit po červené na Milešovku nebo Větruši a Ústí nad Labem anebo po žluté na Portu Bohemicu nebo Vrkoč a Vaňovský vodopád.
Cyklostezka přichází od Trmic a v nedalekých Hliňanech se rozděluje do několika dalších směrů (Žim – Radejčín – Dubice – Dolní Zálezly, jezero Milada, Malhostice–Bílina, Roudníky–Chabařovice.